# Неджд (емірат)
Емірат Неджд або Друга Саудівська держава чи Ріядський емірат — держава, що існувала на Аравійському півострові в XIX столітті.

## Знищення першої Саудівської держави
У середині XVIII століття в Центральній Аравії утворено першу Саудівську державу, ідеологією якої був ваххабізм. Розширюючи свої володіння, Сауди в 1802 осквернили головні шиїтські святині в Кербелі, а в 1805 захопили Мекку та Медину. Наруги ваххабітів над головними мусульманськими святинями завдали удару по престижу османського султана. Не розраховуючи на збройні сили сирійського та багдадського пашів, султан звернувся за допомогою до Мухаммеда Алі Єгипетського, формально свого васала. Ця війна супроводжувалася величезними людськими втратами з обох сторін, проте у результаті єгиптянам вдалося розгромити ваххабітів. Єгипетські війська вийшли до берегів Перської затоки, де натрапили на протидію Великої Британії.
Усвідомлюючи тяжкість, якою лягло б на єгипетську скарбницю безпосереднє управління Центральною та Східною Аравією, командувач єгипетськими військами Ібрагім-паша в 1819 почав відведення своїх військ в Хіджаз. За наказом Мухаммеда Алі, перш, ніж покинути Неджд, Ібрагім стер з лиця землі саудівську столицю Дір'ію, зруйнував у Неджді військові укріплення, полонив членів родини Саудів, відправивши їх до Єгипту, і обрушив жорстокі репресії на їх прихильників та ваххабітських улемів.

## Заснування нової Саудівської держави
На залишених без управління територіях почався хаос. Вивільнені від заборони на набіги бедуїни завернулися до грабежів, члени знатних родів стали боротися за владу. У міру посилення політичних лих почав зростати авторитет уцілілих Саудів. У підсумку главою нового державного утворення став Туркі ібн Адаллах ібн Мухаммед ібн Сауд, представник бічної гілки Саудів; його резиденцією став Ер-Ріяд.
У 1834 Туркі помер, його спадкоємець — син Фейсал — втік з єгипетського полону. Під правлінням Саудів емірат поступово посилювався, пригнічуючи повстання племен та примушуючи сусідні державні утворення платити йому данину.

## Єгипетська окупація
Стурбовані посиленням емірату єгиптяни, які готували вторгнення в Ірак, у 1838 здійснили нову експедицію в Центральну та Східну Аравію. Населення, ще пам'ятає жорстокі розправи Ібрагім-паші, не робило активного опору. Після нетривалого одноосібного управління підкореною Аравією командувавч єгипетськими військами Хуршид-паша поставив на чолі емірату лояльного єгиптянам члена дому Саудів еміра Халіда. У 1840 єгиптяни пішли з Аравії.

## Друге правління Фейсала
У 1840 єгиптяни, ймовірно з умислом зробити ускладнення Османській імперії, звільнили з полону еміра Фейсала ібн Туркі, який після запеклої боротьби утвердився в 1843 в столиці емірату. Визнавши себе васалом османського султана, емір приступив до чергового підкорення Центральної та Східної Аравії. Джебель-Шаммар охоче визнав сюзеренітет Фейсала, зберігши своє самоврядування та направивши власну експансію в бік Північної Аравії. Однак власники Ель-Касиму та Бахрейну доставили Саудам масу неприємностей.

## Розпад держави
До кінця життя Фейсал розділив управління еміратом між 3 синами — Абдаллахом, Саудом та Мухаммедом, які створили для себе опору в місцевих племенах. Після смерті еміра Фейсала в 1865 і приходу до влади Абдаллаха ібн Фейсала почалася міжусобна боротьба між Абдаллахом та Саудом, в яку були втягнуті майже всі державні утворення Східної Аравії, Османська імперія та Велика Британія. Абдаллах звернувся за допомогою до валі Багдада Мідхат-паші, що послужило офіційним приводом для османської окупації Ель-Хаси в 1871.
У 1880-і в боротьбу за владу в Аравії втрутилися правителі Джебель-Шамарі Рашиди, які до 1890-х стали безперечними повелителями Центральної Аравії.